# قطعنامه ۱۷۶۶ شورای امنیت
قطعنامه ۱۷۶۶ شورای امنیت سازمان ملل متحد که در تاریخ ۲۳ جولای ۲۰۰۷ تصویب شد، سندی بین‌المللی دربارهٔ بررسی وضعیت در سومالی است. این قطعنامه طی نشست ۵۷۲۰ام با ۱۵ رای موافق، ۰ مخالف و ۰ ممتنع تصویب شد.